# Paravargula karenae
Paravargula karenae is een mosselkreeftjessoort uit de familie van de Cypridinidae. De wetenschappelijke naam van de soort is voor het eerst geldig gepubliceerd in 2008 door Kornicker & Duggan.